# Mali i olympiska sommarspelen 1996
Mali deltog i de olympiska sommarspelen 1996 med en trupp bestående av tre deltagare, men ingen av landets deltagare erövrade någon medalj.

## Friidrott
Herrar
Bana
| Idrottare      | Gren                | Heat omgång 1 | Heat omgång 1 | Heat omgång 2    | Heat omgång 2    | Semifinal        | Semifinal        | Final            | Final            |
| Idrottare      | Gren                | Tid           | Placering     | Tid              | Placering        | Tid              | Placering        | Tid              | Placering        |
| -------------- | ------------------- | ------------- | ------------- | ---------------- | ---------------- | ---------------- | ---------------- | ---------------- | ---------------- |
| Ousmane Diarra | Herrarnas 100 meter | 10.34         | 27 Q          | 10.38            | 31               | Gick inte vidare | Gick inte vidare | Gick inte vidare | Gick inte vidare |
| Ousmane Diarra | Herrarnas 200 meter | 21.20         | 60            | Gick inte vidare | Gick inte vidare | Gick inte vidare | Gick inte vidare | Gick inte vidare | Gick inte vidare |

Damer
Bana
| Idrottare      | Gren                    | Heat omgång 1 | Heat omgång 1 | Heat omgång 2    | Heat omgång 2    | Semifinal        | Semifinal        | Final            | Final            |
| Idrottare      | Gren                    | Tid           | Placering     | Tid              | Placering        | Tid              | Placering        | Tid              | Placering        |
| -------------- | ----------------------- | ------------- | ------------- | ---------------- | ---------------- | ---------------- | ---------------- | ---------------- | ---------------- |
| Aminata Camara | Damernas 100 meter häck | 14.94         | 41            | Gick inte vidare | Gick inte vidare | Gick inte vidare | Gick inte vidare | Gick inte vidare | Gick inte vidare |

Fältgrenar
| Idrottare    | Gren                    | Kval     | Kval      | Final            | Final            |
| Idrottare    | Gren                    | Resultat | Placering | Resultat         | Placering        |
| ------------ | ----------------------- | -------- | --------- | ---------------- | ---------------- |
| Oumou Traoré | Damernas diskuskastning | 39.70    | 39        | Gick inte vidare | Gick inte vidare |